# Hypanthidium taboganum
Hypanthidium taboganum är en biart som beskrevs av Cockerell 1917. Hypanthidium taboganum ingår i släktet Hypanthidium och familjen buksamlarbin. Inga underarter finns listade i Catalogue of Life.